# 卡梅斯雷巴斯湖
卡梅斯雷巴斯湖（Qamystybas）是哈萨克斯坦克孜勒奥尔达州的一个咸水湖，面积约176 km²，水位随季节有变化。其位于锡尔河三角洲的北部，通过运河相连，是一个渔场。